# Parole in circolo
| Recensione       | Giudizio |
| ---------------- | -------- |
| All Music Italia |          |
| Rockol           |          |

Parole in circolo è il terzo album in studio del cantautore italiano Marco Mengoni, pubblicato il 13 gennaio 2015 dalla Sony Music.

## Descrizione
Anticipato il 21 novembre 2014 dal singolo Guerriero e dal brano Se sei come sei (reso disponibile per il download digitale dal 2 gennaio 2015), Parole in circolo è la prima parte di un progetto a due tempi (la seconda parte consiste nell'album Le cose che non ho), come intuibile anche dalla dicitura «1uno/di2due» posta sulla copertina. Quest'ultima raffigura un mezzo busto del cantante con indosso una maglietta bianca ed il viso rivolto verso il basso su di uno sfondo giallo.
L'album è stato reso disponibile in anteprima per l'ascolto il 9 gennaio attraverso Tim Music (con l'aggiunta del brano For You I Will).

## Tracce
1. Guerriero – 4:04 (Marco Mengoni, Fortunato Zampaglione, Michele Canova Iorfida)
2. Esseri umani – 3:32 (Marco Mengoni, Matteo Valli)
3. Invincibile – 3:27 (Marco Mengoni, Ermal Meta, Matteo Buzzanca)
4. Io ti aspetto – 3:47 (Marco Mengoni, Ermal Meta, Dario Faini)
5. La neve prima che cada – 3:55 (Marco Mengoni, Ermal Meta, Dario Faini)
6. Come un attimo fa – 3:24 (Marco Mengoni, Norma Jean Martine, Adam Argyle, Martin Brammer)
7. Ed è per questo – 3:34 (Marco Mengoni, Fortunato Zampaglione)
8. Se sei come sei – 3:25 (Alessandro Raina, Matteo Buzzanca)
9. Se io fossi te – 3:28 (Luca Carboni, Clarence Coffee, Mike Busbee)
10. Mai e per sempre – 3:44 (Marco Mengoni, Matteo Valli)

Traccia bonus nell'edizione di iTunes
1. Time of My Life – 3:23 (Norma Jean Martine, Adam Argyle, Martin Brammer) – versione inglese di Come un attimo fa

Tracce bonus nell'edizione di TIMmusic
1. For You I Will – 3:26 (Clarence Coffee, Mike Busbee) – versione inglese di Se io fossi te

Tracce bonus nell'edizione speciale europea
1. L'essenziale – 3:38 (testo: Roberto Casalino, Francesco De Benedittis – musica: Roberto Casalino, Francesco De Benedittis, Marco Mengoni)
2. Ricorderai l'amore (Remember the Love) (feat. Grace Capristo) – 3:58 (Marco Mengoni, Rory Di Benedetto)
3. Onde – 3:22 (Marco Mengoni, Niccolò Contessa, Michele Canova Iorfida)
4. Ad occhi chiusi (Light in You) (feat. Paloma Faith) – 4:11 (Marco Mengoni, Ermal Meta, Matt Simons, Andrew Allen)
5. Sai che – 4:29 (Marco Mengoni, Fortunato Zampaglione, Michele Canova Iorfida)

## Formazione
Musicisti
- Marco Mengoni – voce, arrangiamenti vocali, arrangiamento fiati
- Tim Pierce – chitarra elettrica ed acustica
- Alessandro De Crescenzo – chitarra elettrica aggiuntiva
- Sean Hurley – basso
- Giovanni Pallotti – basso aggiuntivo
- Jeff Babko – pianoforte, hammond, rhodes
- Christian "Noochie" Rigano – tastiera, sintetizzatore, programmazione
- Michele Canova Iorfida – programmazione, tastiera
- Blair Sinta – batteria
- Marco Tamburini – tromba, arrangiamento fiati
- Roberto Rossi – trombone

Produzione
- Michele Canova Iorfida – produzione, registrazione (Kaneepa Studio), missaggio
- Morgan Stratton – registrazione (Sunset Sound Studio 1)
- Geoff Neal, Alberto Gaffuri – assistenza tecnica (Sunset Sound Studio 1)
- Patrizio "Pat" Simonini – registrazione (Kaneepa Studios)
- Pino "Pinaxa" Pischetola – missaggio
- Antonio Baglio – mastering

## Classifiche

### Classifiche settimanali
| Classifica (2015) | Posizione massima |
| ----------------- | ----------------- |
| Italia            | 1                 |
| Svizzera          | 14                |

### Classifiche di fine anno
| Classifica (2015) | Posizione |
| ----------------- | --------- |
| Italia            | 5         |
| Classifica (2016) | Posizione |
| Italia            | 70        |

## Liberando palabras
Il 19 febbraio 2016 è stata pubblicata la versione in lingua spagnola dell'album, intitolata Liberando palabras.
Anticipato dal singolo Invencible, pubblicato per il download digitale e nelle stazioni radiofoniche spagnole l'8 gennaio dello stesso anno, l'album contiene tutti i brani di Parole in circolo riadattati in lingua spagnola dallo stesso Mengoni insieme al produttore e arrangiatore David Santisteban.

### Tracce
1. Guerrero – 4:05
2. Ser humano – 3:32
3. Invencible – 3:28
4. Yo te espero – 3:47
5. Antes de que caiga la nieve (with India Martínez) – 3:54
6. Volver a empezar – 3:25
7. A un segundo de tu piel – 3:34
8. Eres como eres – 3:26
9. Allí donde estés – 3:30
10. Nada es para siempre – 3:45

### Classifiche
| Classifica (2016) | Posizione massima |
| ----------------- | ----------------- |
| Spagna            | 45                |